# Internationaler Instrumentalwettbewerb Markneukirchen
Der Internationale Instrumentalwettbewerb Markneukirchen wird seit 1966 im jährlichen Wechsel zwischen Saiten- und Blasinstrumenten (jeweils zwei Instrumente) in Markneukirchen ausgetragen und dient der Nachwuchsförderung junger Instrumentalisten. Die Wurzeln des Wettbewerbes liegen in einem Geigerwettstreit, der in den Jahren 1950 bis 1956 jährlich in Markneukirchen stattgefunden hat.

## Geschichte
Im Jahr 1993 wurde er von der World Federation of International Music Competitions mit Sitz in Genf aufgenommen. Schirmherr war seit 2005 der Dirigent Kurt Masur. Nach dessen Tod hat 2016 der Dirigent Christian Thielemann dieses Amt übernommen. Gemeinsam mit ihm haben im Wechsel Eva-Maria Stange, Monika Grütters, Stanislaw Tillich sowie Sabine von Schorlemer dieses Amt ausgeübt.
Präsidenten des Wettbewerbes waren bzw. sind Manfred Scherzer (Saiteninstrumente, 1985–2003, danach Ehrenpräsident), Peter Damm (Blasinstrumente, 1986–2018, seither Ehrenpräsident), Julius Berger (Saiteninstrumente, 2003–2018 und seit 2021, 2018–2021 Ehrenpräsident), Thomas Selditz (Saiteninstrumente, 2018–2021) und Christian Lampert (Blasinstrumente, seit 2018).
Der Kulturraum Vogtland-Zwickau, die Kulturstiftung des Freistaates Sachsen, der Vogtlandkreis und die Stadt Markneukirchen fördern das Projekt gemeinsam mit weiteren Förderern und Sponsoren.
Abwechselnd werden junge Streicher und Bläser prämiert. Es werden Preise für die drei Erstplatzierten in den Kategorien vergeben.
Der Wettbewerb ist für unter 30-Jährige ausgeschrieben. Ausnahmen bilden die Fächer Kontrabass, Tuba und Gitarre mit einer Altersgrenze von 32 Jahren. Es werden drei Auswahlrunden und ein Finale mit Orchesterbegleitung durchgeführt. Dabei werden bewertet:
- Technische Souveränität
- Ausdrucksstärke des Klanges
- Geistiges Verständnis des Werkes, seiner stilistischen Besonderheit (insbesondere bei den Epochen Barock und Klassik)
- Kammermusikalische Fähigkeiten
- Überzeugungskraft der künstlerischen Persönlichkeit[5]

Das Repertoire ist vorgegeben. Die ersten Preise sind mit 7500 € dotiert. Die zweiten und dritten mit jeweils 5000 € und 3500 €. Es werden außerdem Sonderpreise, Konzertengagements und ein Publikumspreis vergeben.
Im Rahmen der Veranstaltung finden auch Meisterkurse statt.

## Preisträger (Auswahl)
| - Axel Andrae (Fagott) - Radek Baborák (Horn) - Barbara Buntrock (Viola) - Daniel Burdick (Tuba) - Stefan Dohr (Horn) - Stefan Fehlandt (Viola) - Ricardo Gallén (Gitarre) - Gerald Handrick (Gitarre) - Klaudia Hinke (Kontrabass) - Matthias Höfs (Trompete) - Petru Iuga (Kontrabass) - Carolyn Jantsch (Tuba) - Robert Kozánek (Posaune) - Christian Lampert (Horn) | - Sebastian Manz (Klarinette) - Dorin Marc (Kontrabass) - Miklós Nagy (Horn) - Jan Pěruška (Viola) - Johanna Picker (Violoncello) - Julius Pranevičius (Horn) - Wolfgang Emanuel Schmidt (Violoncello) - Yoshiaki Shibata (Violine) - Max Sommerhalder (Trompete) - Saori Tomidokoro (Klavier) - Heiko Triebener (Tuba) - Jörg Wachsmuth (Tuba) - Henrik Wiese (Flöte) - Marcin Zdunik (Violoncello) |